# Cyperus micromedusaeus
Cyperus micromedusaeus är en halvgräsart som beskrevs av Kaare Arnstein Lye. Cyperus micromedusaeus ingår i släktet papyrusar, och familjen halvgräs. Inga underarter finns listade i Catalogue of Life.